# Spidia
Spidia és un gènere de papallones nocturnes de la subfamília Drepaninae.

## Taxonomia
- Spidia excentrica Strand, 1912
- Spidia fenestrata Butler, 1878
- Spidia goniata Watson, 1957
- Spidia inangulata Watson, 1965
- Spidia miserrima (Holland, 1893)
- Spidia planola Watson, 1965
- Spidia rufinota Watson, 1965
- Spidia smithi (Warren, 1902)
- Spidia subviridis (Warren, 1899)